# Le Sacrifice d'Isaac (Rembrandt)
Pour les articles homonymes, voir Le Sacrifice d'Isaac.
Le Sacrifice d'Isaac est un tableau de Rembrandt réalisé vers 1635. L'œuvre est exposée au musée de l'Ermitage. Il existe une seconde version, peinte vers 1636, exposée à l'Alte Pinakothek de Munich.